# Distrito de Papum Pare
Papum Pare (en panyabí; ضلع پاپم پاری) es un distrito de India en el estado de Arunachal Pradesh. Código ISO: IN.AR.PA.
Comprende una superficie de 2 875 km².
El centro administrativo es la ciudad de Yupia.

## Demografía
Según censo 2011 contaba con una población total de 176 385 habitantes.